# Nachal Tajasim
Nachal Tajasim (hebrejsky: נחל טייסים) je vádí v Judských horách v Izraeli.
Začíná v nadmořské výšce přes 600 metrů západně od vesnice Cova. Směřuje pak k západu prudce se zahlubujícím údolím se zalesněnými svahy. Ze severu míjí horu Har Tajasim, z jihu obec Giv'at Je'arim. Severně od vesnice Ramat Razi'el ústí zleva do vádí Nachal Ksalon. Vádí je turisticky využívané.